# Hysterium hyalinum
Hysterium hyalinum är en svampart som beskrevs av Cooke & Peck 1876. Hysterium hyalinum ingår i släktet Hysterium och familjen Hysteriaceae.   Inga underarter finns listade i Catalogue of Life.